# Montse Marín
Montserrat Marín López (Madrid, 5 de octubre de 1968) es una ex jugadora de balonmano española que jugaba de portera. Es la primera mujer comisarío jefe de la Policía Nacional de  Palencia, cargo que ocupa desde el 2018.

## Trayectoria
90 partidos internacionales con la selección, fue una de las primeras jugadoras de balonmano española que participó en unos Juegos Olímpicos, formando parte del combinado nacional que compitió en los Juegos Olímpicos de Barcelona 92 junto a la portera Maru Sánchez además de las históricas Montse Puche, Esperanza Tercero, Amaia Ugartemendía, Raquel Vizcaíno y tantas otras. Fue parte también de la primera selección española clasificada para un mundial.
Empezó en el balonmano por casualidad(en el Divina Pastora de Madrid, con el que compaginaba con su equipo juvenil de Aranjuez) ya que no quedaban fichas en el equipo de baloncesto. Comenzó como jugadora de campo, actuando de central hasta un día que faltó la guardameta y se ofreció voluntaria.
Tras su paso por el Divina Pastora fue fichada por el Cemu Leganés en el que jugó una temporada para, al año siguiente, fichar por el EMT Pegaso. En el conjunto madrileño desarrolló casi toda su carrera como jugadora (excepto una temporada, la 1991-92, que jugó con el Vifirehati de Lanzarote, del que salió sin completar la temporada por problemas con los pagos). Se retiró en 1993.Siempre luchando por los títulos de la época, la presencia del todopoderoso Iber Valencia de Cristina Mayo le privó de trofeos con su club.
Fue becada por Camping Gas, la patrocinadora de la División de Honor española.
Desde el 2020 forma parte de la junta directiva de la Real Federación Española de Balonmano.

## Títulos y galardones

### Con la Selección
- Medalla de bronce en los Juegos del Mediterráneo.[10]

## Carrera policial
Es licenciada en Psicologíay, tras su paso por la Academia de Ávila (como alumna de la Escala Básica y, seguidamente, de la Escala Ejecutiva), la destinaron a la Jefatura Superior de Islas Baleares. Su carrera policial le ha llevado por la Comisaría General de Policía Judicial en Madrid, jefa de MIP en Aranjuez o Valladolid antes de su llegada a Palencia como comisario jefe. Además complementa su profesión como profesora en el Máster de Gestión estratégica de Fronteras (FRONTEX). Cuenta con tres medallas blancas al mérito policial.